# Heliocopris corniculatus
Heliocopris corniculatus là một loài bọ cánh cứng trong họ Bọ hung (Scarabaeidae).